# Ivana Santacruz
Ivana Santacruz (* 23. Januar 1996) ist eine deutsche Sängerin und Tänzerin, die als Influencerin aktiv ist.

## Karriere
Im November 2016 wurde bekannt, dass Santacruz in der Realitysendung Berlyn, einem Ableger von Berlin – Tag & Nacht mit Prominenten, mitspielen wird. Santacruz mit ihren 700.000 Followern auf Instagram war vor allem als Tänzerin bekannt. Bis Ende Mai 2017 war Berlyn beim Sender RTL II You zu sehen. 2019 nahm sie an einer Promi-Ausgabe der RTL-Spielshow Big Bounce teil.
Ab 2017 war Santacruz als Fitnessmodell und Markenbotschafterin für Firmen des Fitness-Segmentes tätig, etwa für Puma und Snipes. Santacruz wurde 2017, 2018 und 2019 für den von der Axel Springer SE veranstalteten Social-Media-Preis „Place To B Awards“ in der Kategorie „Fitness“ nominiert. Seit 2018 ist Santacruz eine Markenbotschafterin des Sportartikelherstellers Puma. Im gleichen Jahr wurde sie für den About You Award in der Kategorie „Fitness“ nominiert.
2020 wurde Santacruz bei Grind (Sony Music Germany) unter Vertrag genommen und veröffentlichte im selben Jahr die Singles BumBum, Mango Con Sal, Tú Mirando (mit Ir Sais) und Mira.

## Diskografie

### Singles
- 2020: BumBum
- 2020: Mango Con Sal
- 2020: Tú Mirando (mit Ir Sais)
- 2020: Mira

### Gastbeiträge
- 2021: Tanzen (mit Bausa)
- 2021: Süss Bitter (mit Monet192)

## Auszeichnungen

### Nominierungen
- 2017: Place To B Awards —Kategorie: "Fitness"[6]
- 2018: Place To B Awards – Kategorie: "Fitness"[7]
- 2018: About You Awards – Kategorie: "Fitness"[10][12]
- 2019: Place To B Awards – Kategorie: "Fitness"[8]

## Filmographie

### Musikvideos
- 2019: Shirin David – Brillis (als Komparse/Statist)[13]